# Granta (журнал)
Granta (рус. «Гра́нта») — британский ежеквартальный литературный журнал, впервые основанный в 1889 году и перезапущенный в 1979 году после нескольких лет нерегулярных публикаций. Начиная с 1983 года раз в десять лет редакция Granta составляет списки лучших молодых писателей-романистов. У журнала есть своё книжное издательство Granta Books.

## История
Журнал Granta был основан в 1889 году студентами Кембриджского университета как периодическое студенческое издание. Название оно получило по средневековому имени реки Кам, протекающей на территории города Кембриджа. Одним из его основателей и первым главным редактором был Рудольф Чемберс Леманн, позднее ставший постоянным автором юмористического журнала Punch. В Granta выходили работы таких литераторов, как Руперт Брук и Алан Милн (который также его редактировал). Многие авторы издания в дальнейшем стали парламентариями и государственными деятелями. В 1950—1960-х годах на страницах журнала публиковалась поэзия и художественная проза студентов университета, в том числе Майкла Фрейна, Сильвии Плат и Теда Хьюза.
После нескольких лет финансовых трудностей и нерегулярных публикаций Granta был перезапущен в 1979 году группой аспирантов во главе с американским студентом Биллом Бьюфордом, который преобразовал его в ведущую международную платформу для новой художественной и нон-фикшн литературы, репортажа и документальной фотографии. Бьюфорд редактировал журнал на протяжении 16 лет. В 1995 году пост главного редактора занял Иэн Джек. В 2007 году его преемником был назначен Джейсон Каули, а в 2008 году — Алекс Кларк, ставшая первой женщиной на этом посту. В 2009—2013 годах журналом руководил Джон Фримен. C 2013 по 2023 год главным редактором была владелица издания Сигрид Раусинг, которую затем сменил американский редактор и критик Томас Мини.
С 1979 года в журнале печатались такие авторы, как Сол Беллоу, Анджела Картер, Питер Кэри, Раймонд Карвер, Надин Гордимер, Милан Кундера, Габриэль Гарсиа Маркес, Эдмунд Уайт и Джанет Уинтерсон. В 1983 году по инициативе Бьюфорда редакция Granta выпустила дебютный список «Лучших молодых британских романистов», который с тех пор обновляется каждые десять лет. Впоследствии также были опубликованы списки лучших молодых американских, испаноязычных и бразильских авторов. В 1989 году у журнала появилось своё собственное книжное издательство Granta Books. В 2006 году тираж журнала доходил до 70 тысяч экземпляров, к 2024 году он снизился до 23 тысяч. Помимо английского, Granta также выходил на испанском, португальском, итальянском, болгарском, шведском, норвежском и китайском языках.

## Лучшие молодые романисты по версииGranta

### Лучшие британские романисты
1983
- Мартин Эмис, 33 года
- Пэт Баркер, 39 лет
- Джулиан Барнс, 37 лет
- Урсула Бентли[англ.], 37 лет
- Уильям Бойд, 30 лет
- Бучи Эмечета, 38 лет
- Мэгги Джи[англ.], 34 года
- Кадзуо Исигуро, 28 лет
- Алан Джадд[англ.], 37 лет
- Адам Марс-Джонс[англ.], 28 лет
- Иэн Макьюэн, 34 года
- Шива Найпол, 38 лет
- Филип Норман[англ.], 39 лет
- Кристофер Прист, 39 лет
- Салман Рушди, 35 лет
- Клайв Синклер[англ.], 35 лет
- Грэм Свифт, 33 года
- Роуз Тремейн, 39 лет
- Лиза Сент-Обен де Теран[англ.], 29 лет
- Эндрю Норман Уилсон[англ.], 32 года

1993
- Иэн Бэнкс, 39 лет
- Энн Биллсон[англ.], 38 лет
- Луи де Берньер, 38 лет
- Тибор Фишер, 33 года
- Эстер Фрейд, 29 лет
- Алан Холлингхёрст, 38 лет
- Кадзуо Исигуро, 38 лет
- Элисон Луиз Кеннеди[англ.], 27 лет
- Филип Керр, 37 лет
- Ханиф Курейши, 38 лет
- Адам Лайвли[англ.], 32 года
- Адам Марс-Джонс[англ.], 38 лет
- Кандия Макуильям[англ.], 37 лет
- Лоуренс Норфолк, 29 лет
- Бен Окри, 33 года
- Кэрил Филиппс, 34 года
- Уилл Селф, 31 год
- Николас Шекспир[англ.], 35 лет
- Хелен Симпсон[англ.], 36 лет
- Джанет Уинтерсон, 33 года

2003
- Моника Али, 35 лет
- Никола Баркер, 36 лет
- Рейчел Каск, 35 лет
- Сьюзен Элдеркин[англ.], 34 года
- Питер Хо Дэвис[англ.], 36 лет
- Филип Хеншер[англ.], 38 лет
- Элисон Луиз Кеннеди[англ.], 37 лет
- Хари Кунзру, 33 года
- Тоби Литт[англ.], 34 года
- Дэвид Митчелл, 34 года
- Эндрю О’Хэган, 34 года
- Дэвид Пис, 35 лет
- Дэн Роудс[англ.], 30 лет
- Бен Райс[англ.], 30 лет
- Рейчел Сейфферт[англ.], 31 год
- Зэди Смит, 27 лет
- Адам Тёрлвелл[англ.], 24 лет
- Алан Уорнер, 38 лет
- Сара Уотерс, 36 лет
- Роберт Маклиам Уилсон[англ.], 39 лет

2013
- Наоми Алдерман[англ.], 38 лет
- Тамима Анам, 37 лет
- Нед Боман[англ.], 27-28 лет
- Дженни Фэган[англ.], 35 лет
- Адам Фоулдз, 38 лет
- Го Сяолу, 39 лет
- Сара Холл[англ.], 39 лет
- Стивен Холл, 37-38 лет
- Джоанна Кавенна[англ.], 37-38 лет
- Бенджамин Марковиц[англ.], 39 лет
- Надифа Мохамед, 31-32 года
- Хелен Ойейеми, 28 лет
- Росс Рейзин[англ.], 33-34 года
- Санджив Сахота[англ.], 31-32 года
- Тайе Селаси, 33 года
- Камила Шамси, 39 лет
- Зэди Смит, 37 лет
- Дэвид Солой[англ.], 38-39 лет
- Адам Тёрлвелл[англ.], 34 года
- Эви Уайлд, 32 года

2023
- Грэм Армстронг[англ.], 31 год
- Дженнифер Аткинс[англ.]
- Сара Бом[англ.], 38-39 лет
- Сара Бернштейн[англ.], 35 лет
- Наташа Браун[англ.], 33 года[16]
- Элеонор Каттон, 37 лет
- Лорен Эйми Кёртис[англ.], 34-35 лет
- Элиза Кларк[англ.], 28-29 лет
- Том Кру[англ.], 34 года[16]
- Камилла Грудова[англ.], 35-36 лет
- Изабелла Хаммад[англ.], 31 год[16]
- Софи Макинтош, 34 года[17]
- Анна Меткалф[англ.], 36 лет[18]
- Томас Моррис[англ.], 36-37 лет[19]
- Дерек Овусу[англ.], 34 года[17]
- К. Патрик[англ.], 36 лет[17]
- Яра Родригес Фаулер[англ.], 30 лет[16]
- Саба Сэмс[англ.], 26 лет[16]
- Оливия Суджич[англ.], 35 лет
- Эли Уильямз[англ.], 36 лет[20]

### Лучшие американские романисты
1996
- Шерман Алекси, 29 лет
- Мэдисон Смарт Белл[англ.], 38 лет
- Итан Канин[англ.], 35 лет
- Эдвидж Дантика, 27 лет
- Том Друри[англ.], 39 лет
- Тони Эрли[англ.], 34-35 лет
- Джеффри Евгенидис, 36 лет
- Джонатан Франзен, 36 лет
- Дэвид Гутерсон[англ.], 39 лет
- Дэвид Хэйнс[англ.], 40 лет
- Аллен Курцвейл, 35 лет
- Элизабет Маккракен[англ.], 29 лет
- Лорри Мур, 39 лет
- Фэй Майенн Инг[англ.], 39 лет
- Роберт О’Коннор[англ.], 36-37 лет
- Крис Оффатт[англ.], 37 лет
- Стюарт О’Нэн[англ.], 35 лет
- Мона Симпсон[англ.], 38 лет
- Мелани Рэй Тон[англ.], 38-39 лет
- Кейт Уилер[англ.], 40 лет

2007
- Дэниел Аларкон[англ.], 30 лет
- Кевин Брокмейер[англ.], 34 года
- Джуди Будниц[англ.], 33-34 года
- Кристофер Коук[англ.], 35 лет
- Энтони Дорр, 33 года
- Джонатан Сафран Фоер, 30 лет
- Нелл Фрейденбергер[англ.], 31 год
- Ольга Грушина[англ.], 35 лет
- Дара Хорн[англ.], 39 лет
- Гейб Хадсон[англ.], 35 лет
- Узодинма Ивеала, 24 года
- Николь Краусс, 32 года
- Раттавут Лапчарунсап[англ.], 28 лет
- Ли Июнь, 34 года
- Майли Мэлой[англ.], 35 лет
- Зизи Пакер[англ.], 34 года
- Джесс Роу[англ.], 32 года
- Карен Расселл[англ.], 25 лет
- Ахил Шарма[англ.], 35 лет
- Гари Штейнгарт, 34 года
- Джон Рэй[англ.], 35-36 лет

2017
- Джесси Болл[англ.], 38 лет
- Хэлли Батлер[англ.], 31 год
- Эмма Клайн, 28 лет
- Джошуа Коэн[англ.], 36 лет
- Марк Дотен[англ.], 38 лет
- Джен Джордж[англ.], 36 лет
- Рэйчел Б. Глейзер[англ.], 34 года
- Лорен Грофф?!, 38 лет
- Яа Гьяси, 27 лет
- Гарт Риск Холберг[англ.], 38 лет
- Грег Джексон[англ.], 34 года
- Сана Красиков[англ.], 37 лет
- Кэтрин Лэйси, 32 года
- Бен Лернер[англ.], 38 лет
- Каран Махаджан, 33 года
- Энтони Марра[англ.], 32 года
- Динау Менгесту, 39 лет
- Отесса Мошфег?!, 35 лет
- Чинело Окпаранта[англ.], 36 лет
- Эсме Вэйцзюнь Ван[англ.], 33 года
- Клэр Вайе Уоткинс[англ.], 33 года

### Лучшие испаноязычные романисты
2010
- Андрес Барба[англ.], 35 лет,  Испания
- Оливерио Коэльо[англ.], 33 года,  Аргентина
- Фалько, Федерико[исп.], 32 года,  Аргентина
- Пабло Гутьеррес[исп.], 32 года,  Испания
- Родриго Асбун, 28 лет,  Боливия
- Соня Эрнандес[исп.], 34 года,  Испания
- Карлос Лаббе, 33 года,  Чили
- Хавьер Монтес[англ.], 34 года,  Испания
- Эльвира Наварро[исп.], 32 года,  Испания
- Матиас Несполо[англ.], 35 лет,  Аргентина
- Андрес Неуман, 33 года,  Мексика
- Альберто Ольмос[исп.], 35 лет,  Испания
- Пола Олойшарак[англ.], 33 года,  Аргентина
- Антонио Ортуньо, 33 года,  Мексика
- Патрисио Прон[англ.], 34 года,  Аргентина
- Лусия Пуэнсо, 33 года,  Аргентина
- Андрес Рессия Колино[англ.], 33 года,  Уругвай
- Сантьяго Ронкальоло, 35 лет,  Перу
- Саманта Швеблин, 32 года,  Аргентина
- Андрес Фелипе Солано[англ.], 33 года,  Колумбия
- Карлос Юшимито, 32 года,  Перу
- Алехандро Самбра, 35 лет,  Чили

2021
- Андреа Абреу[англ.], 26 лет,  Испания
- Хосе Адиак Монтойя[исп.], 33 года,  Никарагуа
- Давид Альяга[кат.], 32 года,  Испания
- Карлос Мануэль Альварес[англ.], 32 года,  Куба
- Хосе Ардила[англ.], 36 лет,  Колумбия
- Гонсало Баc[англ.], 36 лет,  Уругвай
- Милуска Бенавидес[англ.], 35 лет,  Перу
- Мартин Фелипе Кастаньет[исп.], 34 года,  Аргентина
- Андреа Чапела[исп.], 31 год,  Мексика
- Камила Фаббри[англ.], 32 года,  Аргентина
- Паулина Флорес[исп.], 32 года,  Чили
- Карлос Фонсека Суарес[исп.], 34 года,  Коста-Рика
- Матео Гарсия Элисондо[исп.], 34 года,  Мексика
- Аура Гарсия-Хунко[англ.], 33 года,  Мексика
- Мунир Хачеми[англ.], 32 года,  Испания
- Дайнерис Мачадо Венто[англ.], 35 лет,  Куба
- Эстанислао Медина Хуска[исп.], 31 год,  Экваториальная Гвинея
- Кристина Моралес[исп.], 36 лет,  Испания
- Алехандро Морельон[исп.], 36 лет,  Испания
- Мишель Ньева[исп.], 33 года,  Аргентина
- Моника Охеда[исп.], 32 года,  Эквадор
- Эудрис Планче Савон[англ.], 36 лет,  Куба
- Ирене Рейес-Ногероль[англ.], 24 года,  Испания
- Аньела Родригес[исп.], 29 лет,  Мексика
- Диего Суньига[исп.], 33 года,  Чили

### Лучшие бразильские романисты
2012
- Кристиано Агияр[порт.], 31 год
- Шавиер Арансибия Контрерас[порт.], 36 лет
- Ванесса Барбара, 30 лет
- Карол Бенсимон[порт.], 30 лет
- Мигел дел Кастило[англ.], 24-25 лет
- Жуан Паулу Куэнка[англ.], 34 года
- Лаура Эрбер[англ.], 32-33 года
- Эмилиу Фрая[англ.], 29-30 лет
- Жулиан Фукс[порт.], 30 лет
- Даниэл Галера, 33 года
- Луиза Жейслер[англ.], 21 год
- Винисиус Жатоба[англ.], 31-32 года
- Мишел Лауб[англ.], 37-38 лет
- Рикарду Лизиас[англ.], 37 лет
- Шику Матозу[порт.], 34 года
- Антониу Прата[порт.], 35 лет
- Карола Сааведра[порт.], 38-39 лет
- Татьяна Салем Леви, 33 года
- Леандру Сарматс[порт.], 39 лет
- Антониу Шершенески[порт.], 27-28 лет